# Gulhuvad trupial
För fågelarten Xanthocephalus xanthocephalus, se ängstrupial.
Gulhuvad trupial (Chrysomus icterocephalus) är en fågel i familjen trupialer inom ordningen tättingar.

## Utseende och läte
Hane gulhuvad trupial är en helt omisskännlig fågel i sitt utbredningsområde, med kolsvart kropp och lysande gult huvud. Honan är mestadels mörkt olivgrön, undertill gulast på övre delen av bröstet. Näbben är liksom hos andra trupialer kraftig men spetsig. 

## Utbredning och systematik
Gulhuvad trupial förekommer fläckvist i norra Sydamerika. Den delas in i två underarter med följande utbredning:
- C. i. icterocephalus – förekommer från norra Colombia till Venezuela, Guyanaregionen, norra Brasilien och nordöstra Peru
- C. i. bogotensis – förekommer i östra Colombia (Bogotá Plateau)

## Levnadssätt
Gulhuvad trupial hittas i våtmarker, framför allt kring sjöar och floder, och är där en rätt ovanlig fågel. Den ses i par eller små flockar.

## Status och hot
Arten har ett stort utbredningsområde och tros öka i antal. Internationella naturvårdsunionen IUCN listar den därför som livskraftig (LC). Beståndet uppskattas till i storleksordningen en halv till fem miljoner vuxna individer.